# Simon Măzărache
Simon Măzărache (sinh ngày 10 tháng 1 năm 1993) là một cầu thủ bóng đá người România thi đấu cho Universitatea II Craiova ở vị trí tiền đạo.